# گابریل گیوزالیان
گابریل پاپیکی گیوزالیان (ارمنی: Գաբրիել Պապիկի Գյոզալյան؛ زادهٔ ۱ اوت ۱۹۵۶) یک سیاستمدار اهل ارمنستان است که از تاریخ ۲۰۰۳ تا تاریخ ۲۰۰۹ و بار دیگر از تاریخ ۲۰۱۶ تا تاریخ ۲۰۱۷ سمت استانداری استان آراگاتسوتن را برعهده داشت.

## زندگی‌نامه
در  ۱ اوت ۱۹۵۶ در پارپی به دنیا آمد و از دانشگاه ملی پلی‌تکنیک ارمنستان (۱۹۸۱) فارغ‌التحصیل شد. وی در کمیته کاداستر ارمنستان فعالیت می‌کرد. وی همچنین برنده مدال دراستامات کانایان شده است.

## یادداشت
1. ↑  Հայաստանի կադաստրի կոմիտե